# Santa Catarina Ayometla
Santa Catarina Ayometla è un comune dello stato di Tlaxcala, nel Messico centrale, il cui capoluogo è la omonima località.
La municipalità conta 7.992 abitanti (2010) e ha un'estensione di 10,09 km².
Il paese è dedicato a Caterina d'Alessandria, con l'aggiunta della parola Ayometla, che in lingua nahuatl significa acquedotto del maguey.